# Lavangi

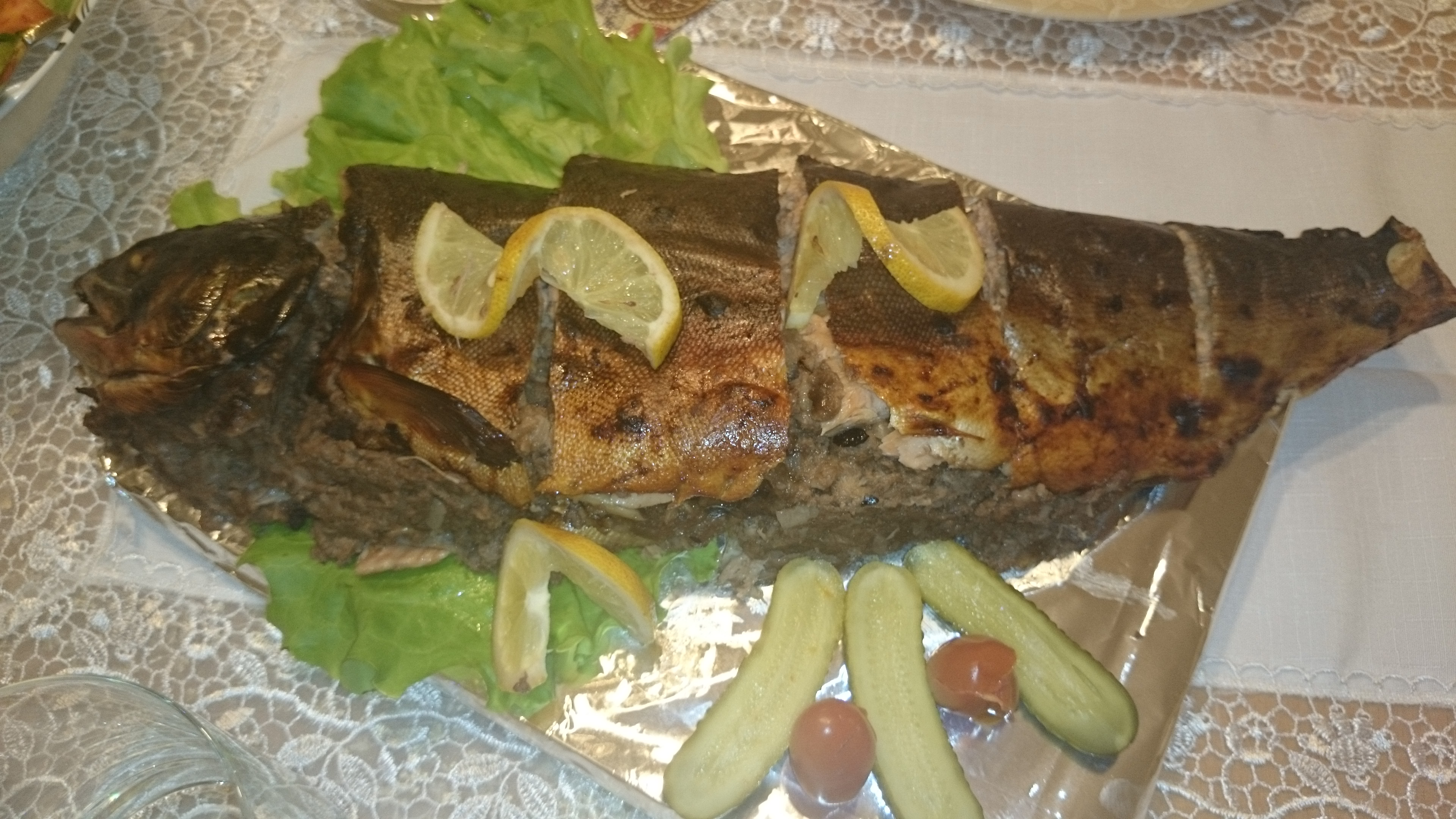
Lavangi

Lavangi ou levengi são recheios feitos com base em nozes, cebola e vários condimentos, usados na culinária do Azerbaijão para preparar peixe ou galinha assados no forno. O peixe recheado, também chamado “balik levengi”, é sempre preparado para o Novruz; o peixe preferido é o kutum, ou carpa do mar Cáspio, mas qualquer peixe de carne branca e de bom tamanho é adequado. Os condimentos principais para o seu recheio são um puré de ameixa azeda (Prunus cerasifera) ou de cereja azeda (Cornus mas), ou ainda um xarope de sumo de romã, chamado “narsharab” (“nar” é o nome local, não apenas em língua azeri mas doutros povos da região, até à Europa oriental, para a romã, e “sharab” é a base da palavra correspondente em português). Estes condimentos juntam-se à pasta de nozes esmagadas e refogadas com cebola e, se o peixe, tiver ovas, estas também são usadas no recheio. Depois do peixe assado, é servido com pedaços de limão e pulau, ou pão e “narsharab”. 

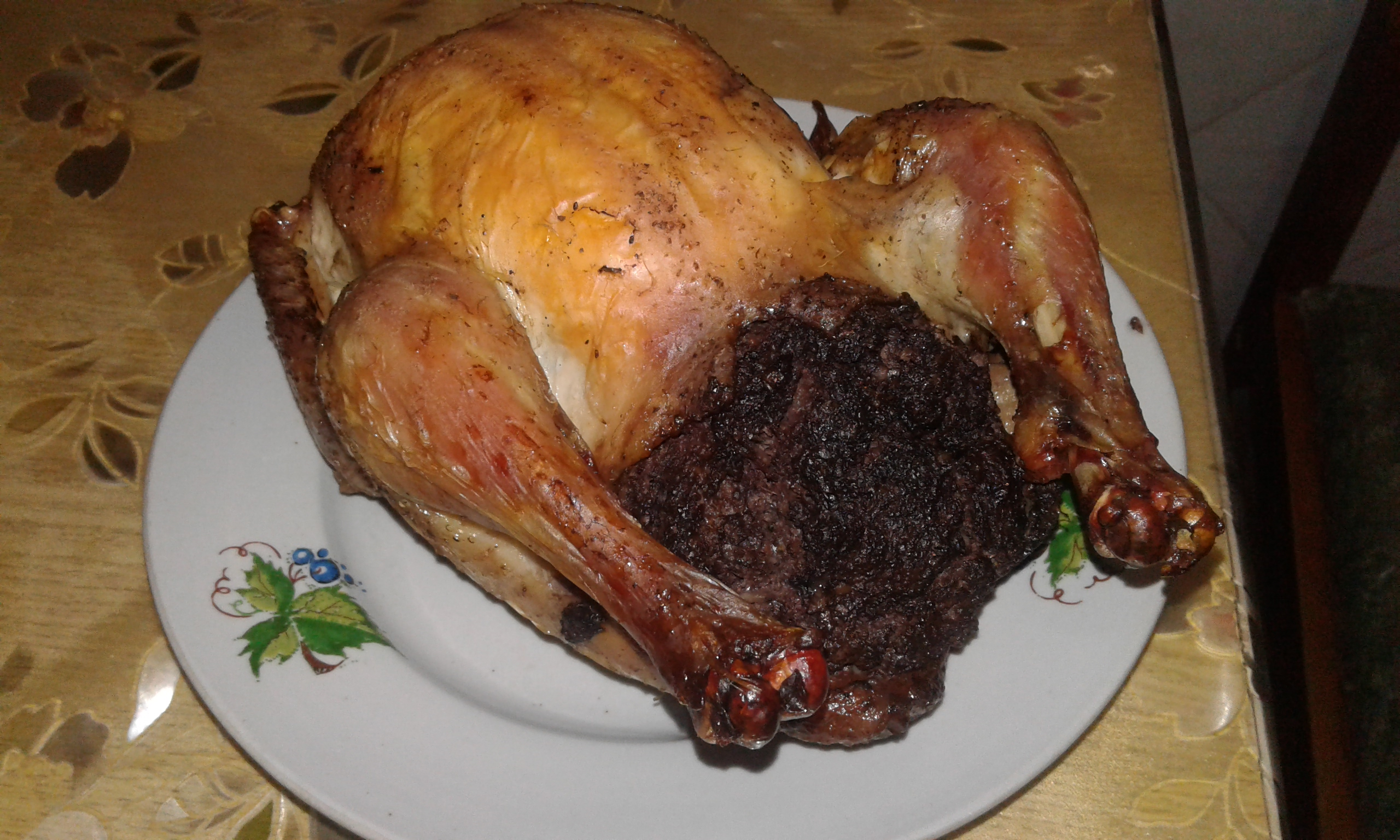

Para a galinha recheada, “lavangi plovu” o recheio é preparado fazendo um puré com cebolas, que é espremido num pano, para lhe tirar o líquido, e misturado com nozes esmagadas e puré de ameixas (provavelmente do tipo ameixa azeda). A galinha é primeiro esfregada com o puré de ameixas, misturado com sal e pimenta e depois recheada com a mistura mencionada e assada em forno médio até ficar dourada. Serve-se com pedaços de limão e arroz-plov simples, em que o arroz é frito em manteiga e depois cozido em caldo de galinha com gergelim, gengibre, sal e pimenta e servido com amêndoas assadas. 